# Satsuma-Halbinsel
Die Satsuma-Halbinsel (japanisch 薩摩半島 Satsuma-hantō) ist eine Halbinsel im Süden von Kyūshū in der Präfektur Kagoshima in Japan gelegen.
Sie trennt das Ostchinesische Meer im Westen von der Kagoshima-Bucht im Osten, an deren anderer Seite die Ōsumi-Halbinsel liegt. Die Halbinsel besitzt eine Fläche von 1399,85 km² und eine Länge von 65 km². Zu den Gemeinden und Städten auf der Halbinsel gehören Kagoshima, Ibusuki, Hioki, Ichiki-Kushikino, Minamisatsuma und Makurazaki.